# Iizuna
Iizuna (飯綱町 Iizuna-machi?) es un pueblo en la prefectura de Nagano, Japón, localizado en la parte central de la isla de Honshū, en la región de Chūbu. El 1 de marzo de 2021 tenía una población estimada de 10 134 habitantes y una densidad de población de 135 personas por km².

## Geografía
Iizuna se encuentra en la parte norte de la prefectura de Nagano. El río Yaja que fluye desde el monte Reisenji forma la frontera occidental del pueblo que se encuentra en la terraza aluvial. El río Torii atraviesa el centro del pueblo y el río Madarao fluye desde Shinano.

## Historia
El área de la actual Iizuna era parte de la antigua provincia de Shinano. Durante el período Edo, Mure se desarrolló como una estación en la carretera Hokkoku Kaidō.
El pueblo moderno se creó mediante la fusión de las villas de Samizu y Mure el 1 de octubre de 2005. Su nombre proviene del monte Iizuna, que domina la parte occidental del pueblo.

## Economía
La economía de Iizuna es agrícola, principalmente el cultivo de arroz y horticultura.

## Demografía
Según los datos del censo japonés, la población de Iizuna se ha mantenido bastante estable en los últimos 60 años, aunque existe una tendencia general a la baja desde 1945.
| Gráfica de evolución demográfica de Iizuna entre 1940 y 2015 |
|                                                              |
| Oficina de Estadísticas de Japón                             |